# Barobo District
Barobo är ett distrikt i Liberia.   Det ligger i regionen Maryland County, i den sydöstra delen av landet, 300 km öster om huvudstaden Monrovia.